# Échoppe bordelaise

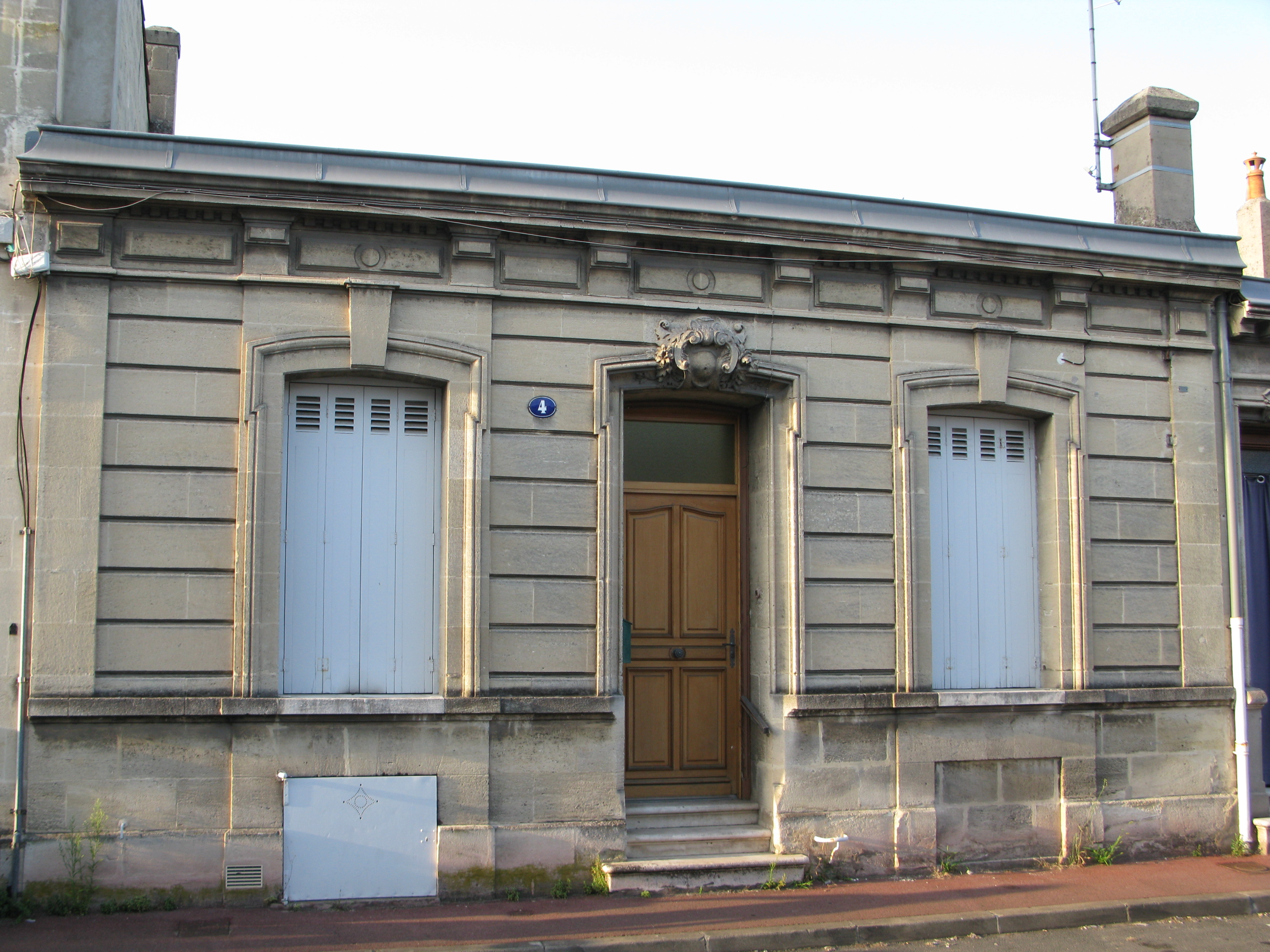
À Talence, une échoppe double.

L'échoppe bordelaise est un type de maison urbaine communément répandu dans la ville de Bordeaux et les communes périphériques.

## Description
Dès le XVe siècle, Bordeaux possède des échoppes où travaillent et vivent commerçants et artisans ; au XVIIIe siècle, les Bordelais vont vouer leurs échoppes quasi exclusivement à l'habitation en les transformant en maisons de ville.
Construites entre le Second Empire et l'immédiat avant-guerre, les échoppes bordelaises se définissent comme étant des maisons basses (de plain-pied), à développement en profondeur, à façade le plus souvent de style néo-classique, en gouttereau donnant sur rue, accessibles par deux ou trois marches. La toiture présente deux pentes dissymétriques couvertes en tuiles et la ligne de faîtage est parallèle à la façade. Celle-ci, en pierres de taille calcaires, de 5 à 20 m de large, est souvent ornée de motifs sculptés au-dessus des ouvertures ou en bandeau. Si les échoppes bordelaises sont généralement dépourvues d'étage, elles possèdent souvent une cave.
Selon l'ordonnance de la façade, on distingue :
- les échoppes simples avec une ou deux fenêtres sur rue[1] (entre 5 et 6 m de façade), qui ont un couloir latéral desservant une chambre côté rue, une pièce sombre (chambre ou cabinet[1]) en général éclairée par une fenêtre donnant sur la salle commune et la salle commune côté cour ;
- les échoppes doubles (entre 8 et 10 m de façade), qui ont un couloir central desservant les diverses pièces de part et d'autre, avec le même principe : chambre et pièce sombre de chaque côté puis salle commune couvrant tout l'arrière (avec éventuellement une partie cuisine).
- Dans certains quartiers de Bordeaux, le jardin est situé un étage en contrebas, ce qui fait que la (ou les) pièce(s) arrière est (sont) en hauteur avec éventuellement un balcon et un escalier extérieur, les pièces du fond de la cave donnant dans ce cas dans le jardin par portes et fenêtres.

La salle de vie, à l'arrière, donne sur un jardin potager ou d'agrément. La « souillarde » et les toilettes forment un ou deux appendices sur la façade arrière, souvent reliés par une véranda. Un puits complétait l'installation.
Le recensement effectué en 1995 dénombrait 10 936 échoppes à Bordeaux.
L'échoppe bordelaise n'est pas sans présenter des similitudes de plan et de forme avec d'autres habitations populaires construites à la même époque dans d'autres villes du Sud-Ouest, à Toulouse par exemple (« toulousaine »).

## Historique

### Les échoppes traditionnelles
Les échoppes bordelaises sont en vogue du Second Empire jusqu'en 1926.
De 1851 à 1891, l'essor économique de l'agglomération bordelaise entraîne une urbanisation croissante pour Bordeaux et ses faubourgs. De 1850 à 1880, les échoppes représentent deux tiers des nouvelles constructions (plus de 14 700 échoppes sont édifiées entre 1865 et 1890).
En 1893, est créée à Bordeaux la Société bordelaise des habitations à bon marché (HBM), dont le slogan est « Une famille, un foyer », pour promouvoir l'accession à la propriété des ouvriers et des petits employés. La première réalisation concerne un ensemble de treize échoppes rue Jean-Dollfus, simples côté pair et à étage côté impair. Précurseurs des HLM des années 1950, les HBM, rencontrent peu de succès et en 1901, une centaine d'HBM avaient été réalisées.
La construction de nouvelles échoppes se termine dans les années 1930.

### L'échoppe contemporaine
Au début des années 2020, dans le quartier de La Bastide, un projet immobilier réinterprète les échoppes avec modernité, tout en conservant la tradition de la pierre de taille.

## Galerie

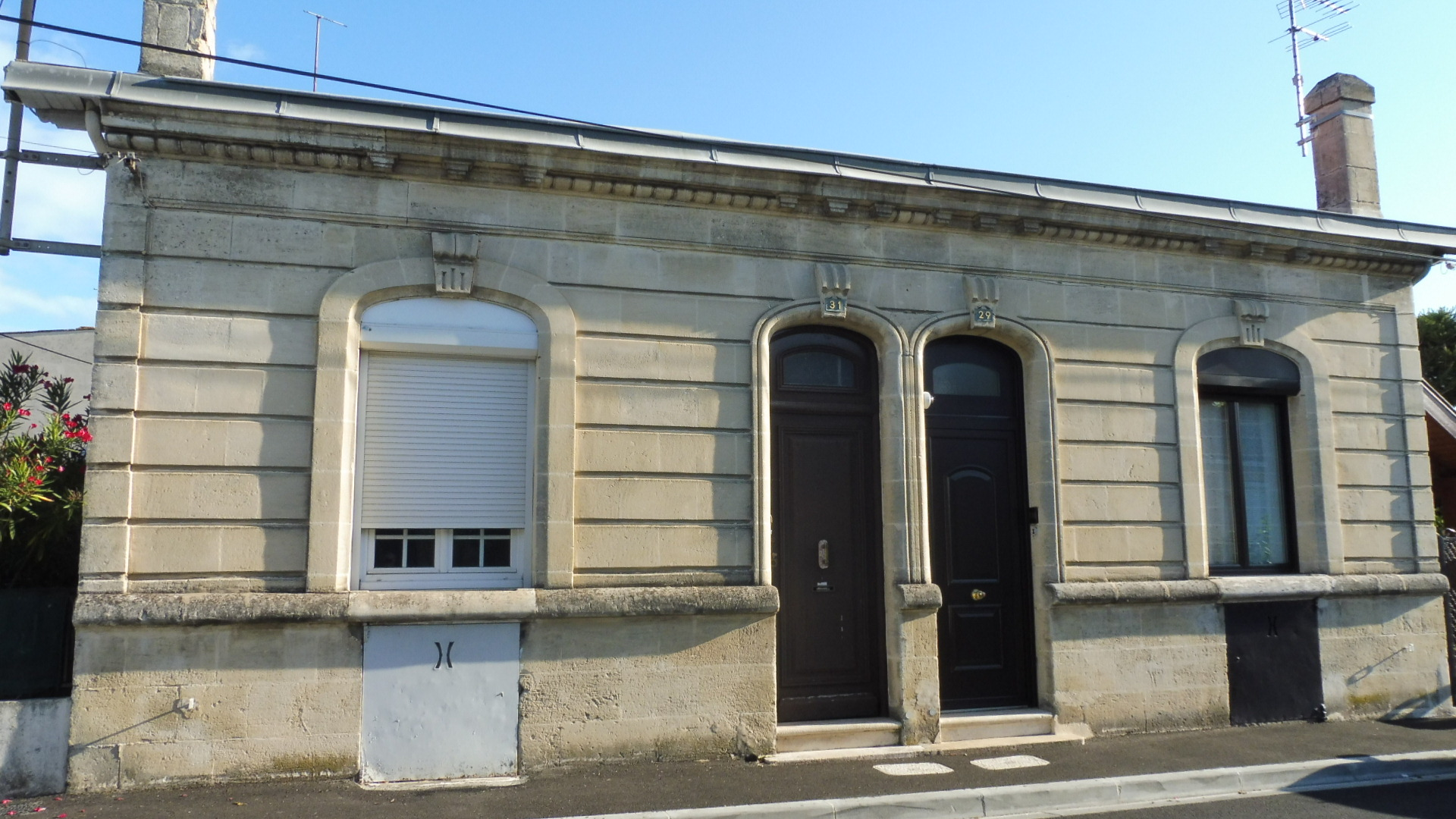
À Villenave-d'Ornon.
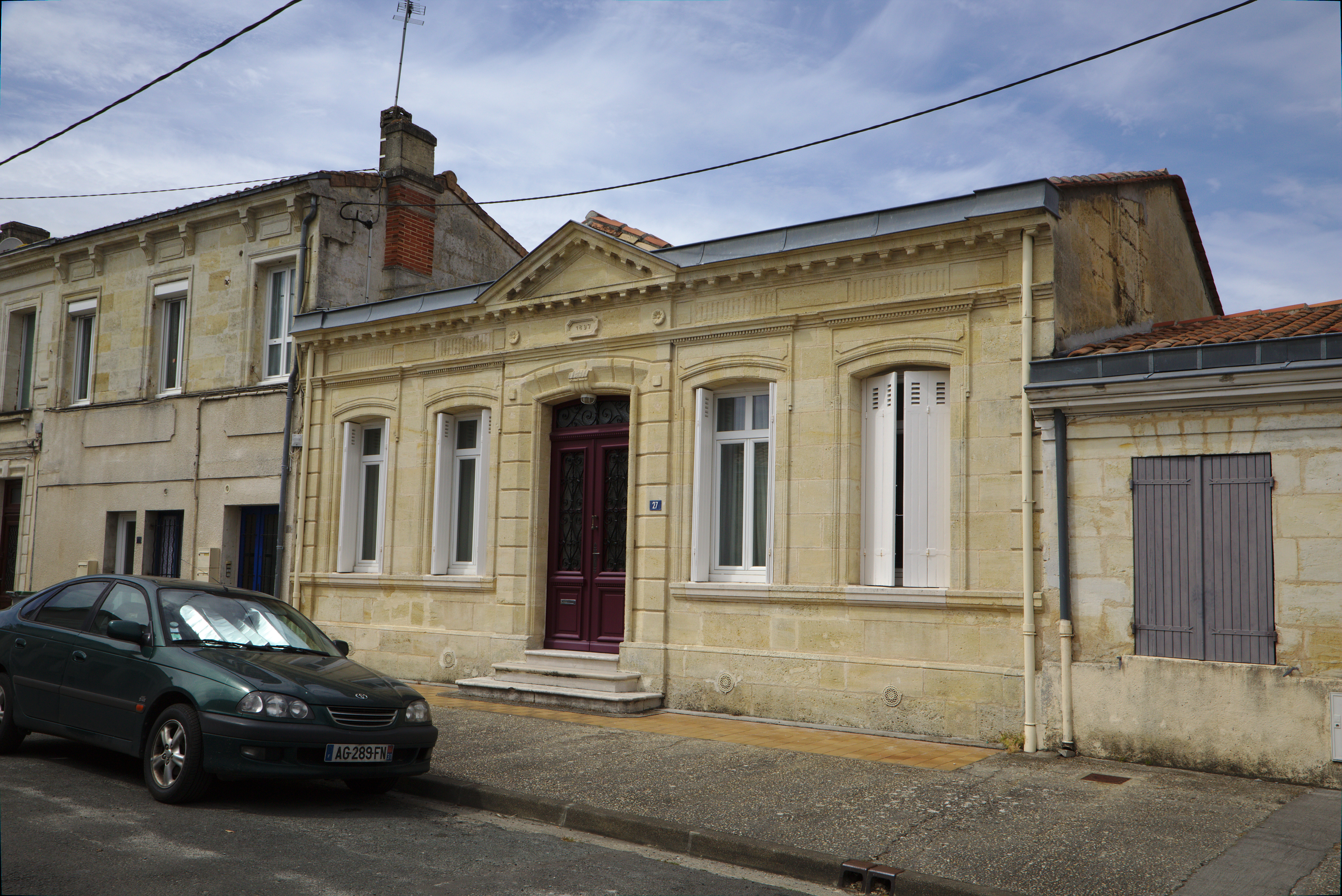
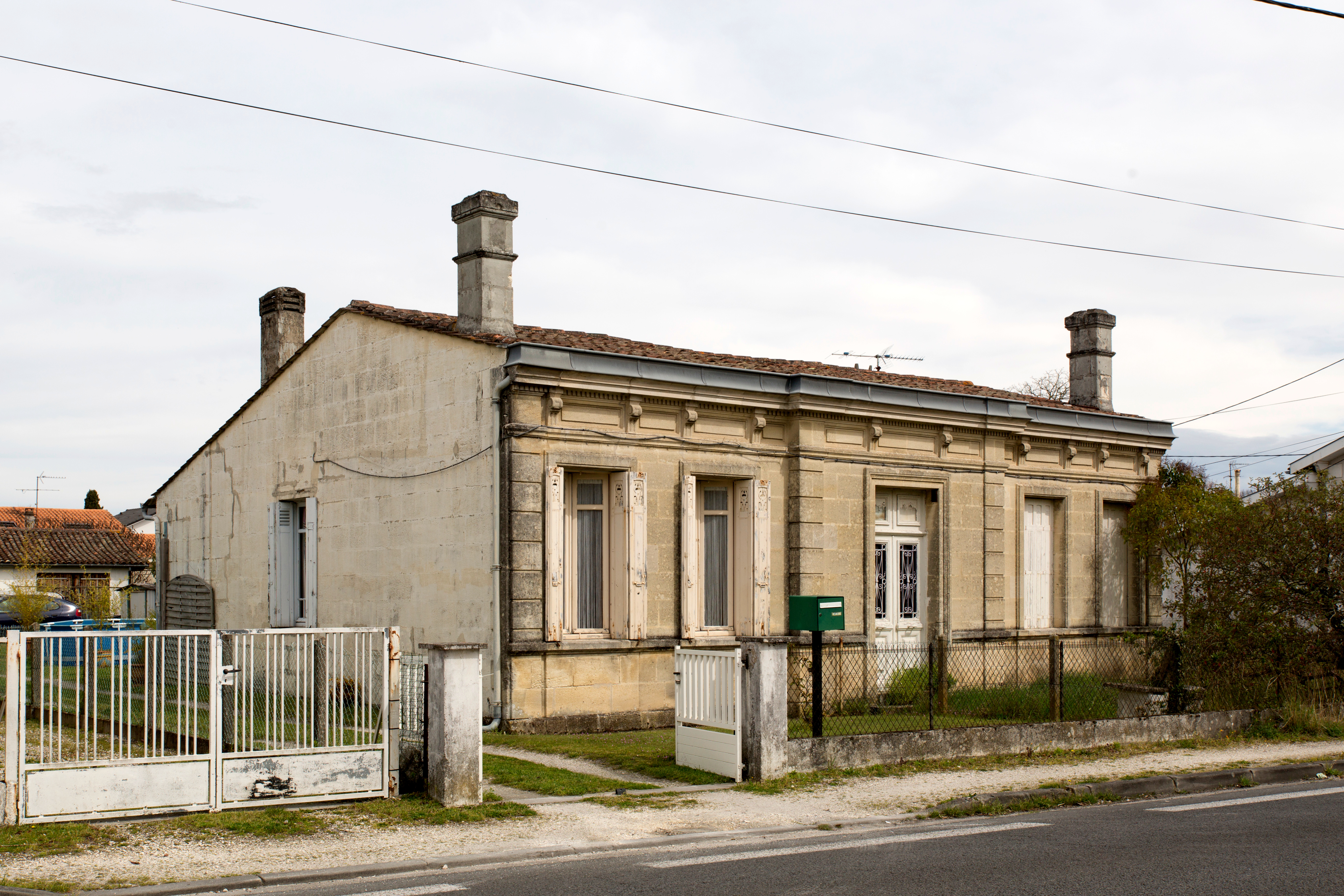
Échoppe à entrée en saillie.
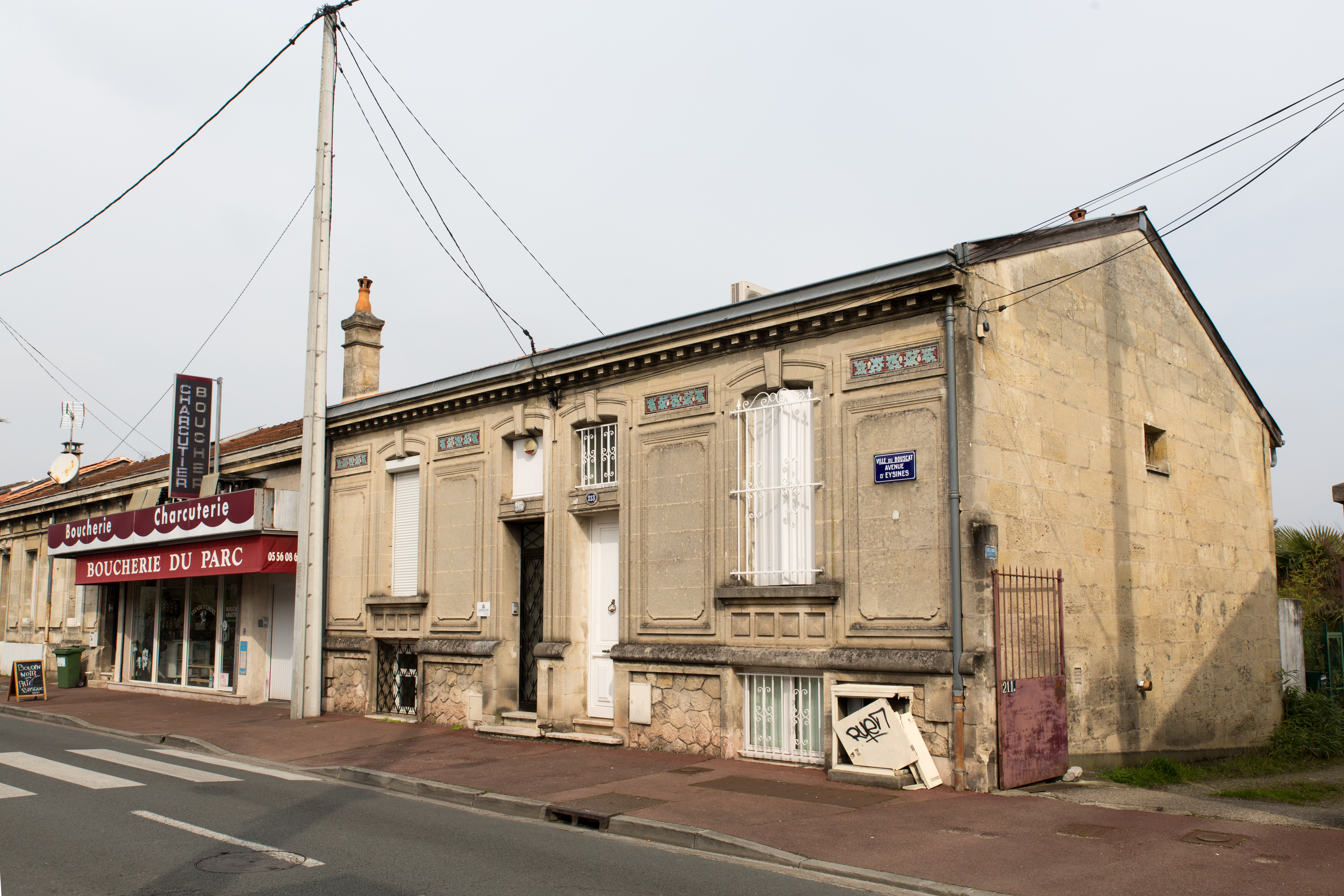
Au Bouscat.
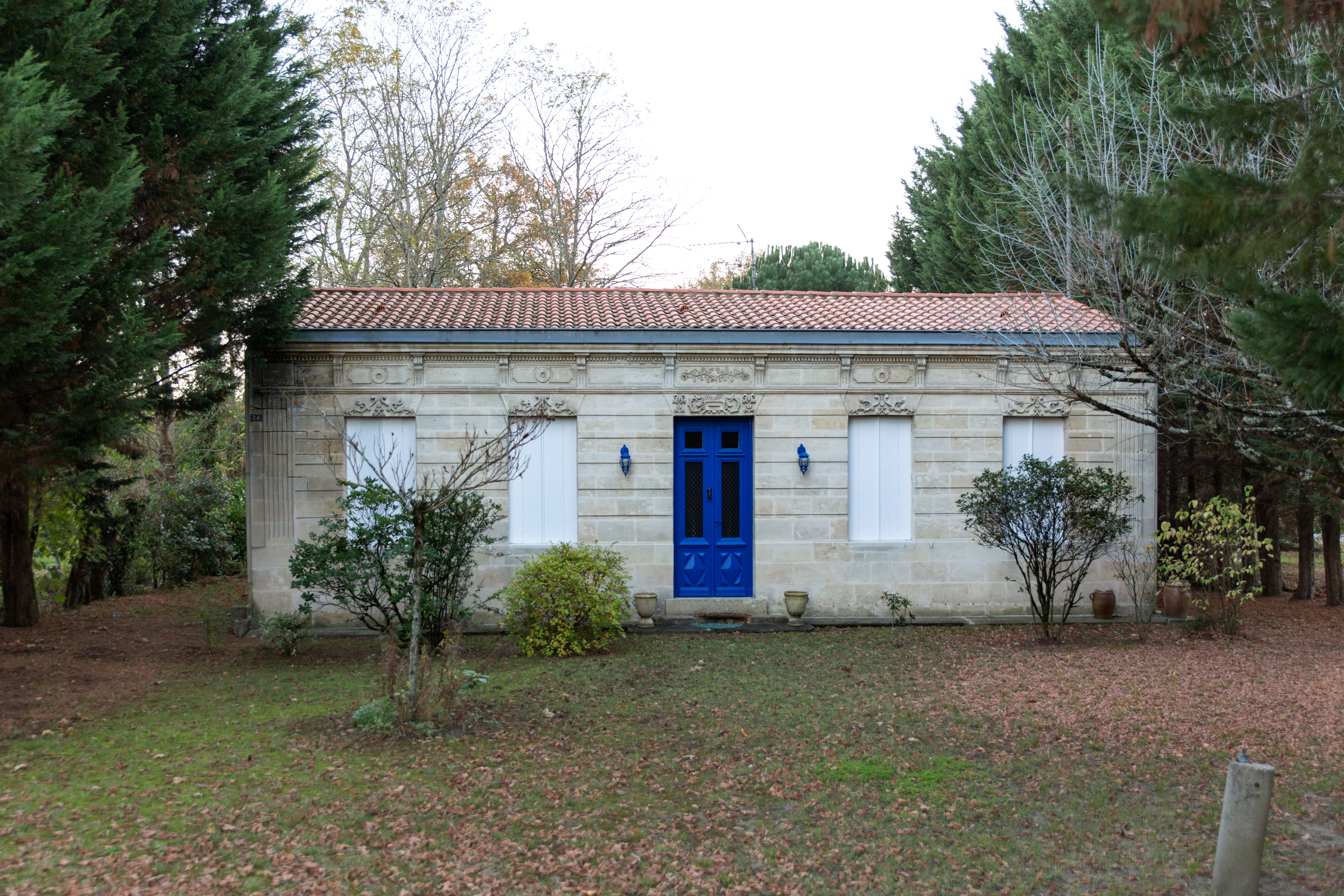
À Saint-Médard-en-Jalles.